# Osipowskij (obwód wołgogradzki)
Osipowskij (ros. Осиповский) – chutor w Rosji, w obwodzie wołgogradzkim, w rejonie uriupińskim. W 2010 liczył 28 mieszkańców.